# William Montagu Douglas Scott, VI duca di Buccleuch
William Montagu Douglas Scott, VI duca di Buccleuch (Londra, 9 settembre 1831 – Londra, 5 novembre 1914) è stato un politico britannico.

## Biografia
Nato a Montagu House, a Londra, William era il figlio primogenito di Walter Montagu Douglas Scott, V duca di Buccleuch e VII duca di Queensberry e di sua moglie, lady Charlotte Anne Thynne, figlia di Thomas Thynne, II marchese di Bath e di sua moglie, Isabella Elizabeth Byng. Egli venne educato all'Eton College ed al Christ Church di Oxford.
Intrapresa la carriera politica, si schierò coi conservatori e venne eletto deputato per la circoscrizione di Midlothian dal 1853 al 1868 e nuovamente dal 1874 al 1880. Egli fu anche Tenente Colonnello dei Midlothian Yeomanry dal 1856 al 1872 e prestò servizio come Justice of the Peace per il Selkirkshire. Fu quindi Deputato Luogotenente per il Selkirkshire e per il Roxburghshire. Nel 1875 venne insignito dell'Ordine del Cardo al quale rinunciò nel 1897 per entrare a far parte del prestigioso Ordine della Giarrettiera. Re Edoardo VII il 10 dicembre 1901 lo nominò suo consigliere privato.
William Henry Walter Montagu Douglas Scott morì a Montagu House, Londra, il 5 novembre 1914. Cinque giorni dopo venne sepolto nella cripta di famiglia alla Buccleuch Memorial Chapel nella chiesa episcopale di St. Mary a Dalkeith, nel Midlothian.

## Matrimonio e figli
Il 22 novembre 1859 a Londra, William sposò lady Louisa Hamilton, terza figlia di James Hamilton, I duca di Abercorn e di sua moglie, lady Louisa Jane Russell, figlia a sua volta di John Russell, VI duca di Bedford. La coppia ebbe i seguenti figli
- Walter Henry Montagu Douglas Scott, conte di Dalkeith (17 gennaio 1861 – 18 settembre 1886)[1]
- John Charles Montagu Douglas Scott, VII duca di Buccleuch (30 marzo 1864 – 19 ottobre 1935)[2]
- George William Montagu Douglas Scott (31 agosto 1866 – 23 febbraio 1947),[6] sposò il 30 aprile 1903 lady Elizabeth Emily Manners (figlia di John Manners, VII duca di Rutland e di Janetta Hughan) ed ebbe discendenza
- Henry Francis Montagu Douglas Scott (15 gennaio 1868 – 19 aprile 1945)[6]
- Herbert Andrew Montagu Douglas Scott (30 novembre 1872 – 17 giugno 1944),[6] sposò il 26 aprile 1905 Marie Josephine Edwards ed ebbe discendenza, nonno materno di Sarah Ferguson, duchessa di York
- Katharine Mary Montagu Douglas Scott (25 marzo 1875 – 7 marzo 1951)[6] sposò Thomas Brand, III visconte Hampden ed ebbe discendenza
- Constance Anne Montagu Douglas Scott (10 marzo 1877 – 7 maggio 1970),[6] sposò il 21 gennaio 1908 Douglas Halyburton Cairns (figlio di Hugh Cairns, I conte Cairns e di Mary Harriet McNeill) ed ebbe discendenza
- Francis George Montagu Douglas Scott (1º novembre 1879 – 26 luglio 1952),[6] sposò l'11 febbraio 1915 lady Eileen Nina Evelyn Sibell Elliot-Murray-Kynynmound (figlia di Gilbert Elliot-Murray-Kynynmound, IV conte di Minto e di lady Mary Caroline Grey) ebbe discendenza

## Ascendenza
|                                                     |                                   |                                          | Genitori                              |  |  | Nonni |  |  | Bisnonni                           |  |  | Trisnonni                        |  |
|                                                     |                                   |                                          |                                       |  |  |       |  |  | Henry Scott, III duca di Buccleuch |  |  | Francis Scott, conte di Dalkeith |  |
|                                                     |                                   |                                          |                                       |  |  |       |  |  | Henry Scott, III duca di Buccleuch |  |  | Francis Scott, conte di Dalkeith |  |
|                                                     |                                   | Caroline Campbell, I baronessa Greenwich |                                       |  |  |       |  |  | Henry Scott, III duca di Buccleuch |  |  |                                  |  |
| Charles Montagu-Scott, IV duca di Buccleuch         |                                   |                                          |                                       |  |  |       |  |  | Henry Scott, III duca di Buccleuch |  |  |                                  |  |
|                                                     |                                   | lady Elizabeth Montagu                   | George Montagu, I duca di Montagu     |  |  |       |  |  |                                    |  |  |                                  |  |
|                                                     |                                   | lady Elizabeth Montagu                   | George Montagu, I duca di Montagu     |  |  |       |  |  |                                    |  |  |                                  |  |
|                                                     |                                   | lady Elizabeth Montagu                   | lady Mary Montagu                     |  |  |       |  |  |                                    |  |  |                                  |  |
| Walter Montagu Douglas Scott, V duca di Buccleuch   |                                   | lady Elizabeth Montagu                   |                                       |  |  |       |  |  |                                    |  |  |                                  |  |
|                                                     |                                   | Thomas Townshend, I visconte Sydney      | Thomas Townshend                      |  |  |       |  |  |                                    |  |  |                                  |  |
|                                                     |                                   | Thomas Townshend, I visconte Sydney      | Thomas Townshend                      |  |  |       |  |  |                                    |  |  |                                  |  |
|                                                     |                                   | Thomas Townshend, I visconte Sydney      | Albinia Selwyn                        |  |  |       |  |  |                                    |  |  |                                  |  |
| Harriet Katherine Townshend                         |                                   | Thomas Townshend, I visconte Sydney      |                                       |  |  |       |  |  |                                    |  |  |                                  |  |
|                                                     |                                   | Elizabeth Powys                          | Richard Powys                         |  |  |       |  |  |                                    |  |  |                                  |  |
|                                                     |                                   | Elizabeth Powys                          | Richard Powys                         |  |  |       |  |  |                                    |  |  |                                  |  |
|                                                     |                                   | Elizabeth Powys                          | lady Mary Brudenell                   |  |  |       |  |  |                                    |  |  |                                  |  |
| William Montagu Douglas Scott, VI duca di Buccleuch |                                   | Elizabeth Powys                          |                                       |  |  |       |  |  |                                    |  |  |                                  |  |
|                                                     | Thomas Thynne, I marchese di Bath | Thomas Thynne, II visconte Weymouth      |                                       |  |  |       |  |  |                                    |  |  |                                  |  |
|                                                     | Thomas Thynne, I marchese di Bath | Thomas Thynne, II visconte Weymouth      |                                       |  |  |       |  |  |                                    |  |  |                                  |  |
|                                                     | Thomas Thynne, I marchese di Bath | lady Louisa Carteret                     |                                       |  |  |       |  |  |                                    |  |  |                                  |  |
| Thomas Thynne, II marchese di Bath                  | Thomas Thynne, I marchese di Bath |                                          |                                       |  |  |       |  |  |                                    |  |  |                                  |  |
|                                                     |                                   | lady Elizabeth Bentinck                  | William Bentinck, II duca di Portland |  |  |       |  |  |                                    |  |  |                                  |  |
|                                                     |                                   | lady Elizabeth Bentinck                  | William Bentinck, II duca di Portland |  |  |       |  |  |                                    |  |  |                                  |  |
|                                                     |                                   | lady Elizabeth Bentinck                  | Margaret Harley                       |  |  |       |  |  |                                    |  |  |                                  |  |
| lady Charlotte Anne Thynne                          |                                   | lady Elizabeth Bentinck                  |                                       |  |  |       |  |  |                                    |  |  |                                  |  |
|                                                     |                                   | George Byng, IV visconte Torrington      | George Byng, III visconte Torrington  |  |  |       |  |  |                                    |  |  |                                  |  |
|                                                     |                                   | George Byng, IV visconte Torrington      | George Byng, III visconte Torrington  |  |  |       |  |  |                                    |  |  |                                  |  |
|                                                     |                                   | George Byng, IV visconte Torrington      | Elizabeth Daniel                      |  |  |       |  |  |                                    |  |  |                                  |  |
| Isabella Elizabeth Byng                             |                                   | George Byng, IV visconte Torrington      |                                       |  |  |       |  |  |                                    |  |  |                                  |  |
|                                                     |                                   | lady Lucy Boyle                          | John Boyle, V conte di Cork           |  |  |       |  |  |                                    |  |  |                                  |  |
|                                                     |                                   | lady Lucy Boyle                          | John Boyle, V conte di Cork           |  |  |       |  |  |                                    |  |  |                                  |  |
|                                                     |                                   | lady Lucy Boyle                          | Margaret Hamilton                     |  |  |       |  |  |                                    |  |  |                                  |  |
|                                                     |                                   | lady Lucy Boyle                          |                                       |  |  |       |  |  |                                    |  |  |                                  |  |